# Vito Knežević
Vito Knežević, född 25 januari 1956 i Jugoslavien, är en svensk före detta fotbollsspelare, främst känd för sin tid i Djurgårdens IF där han debuterade 1977.
Knežević spelade från början libero (i tröja nummer 14) men han spelade under senare år både ytterback och yttermittfältare. Han var känd för sin mycket tuffa, på gränsen till fula, spelstil och gick under smeknamnet "Skruvdobbsmördaren från Norrby". 
Knežević blev i den 22 september 1976 den förste invandraren att representera ett svenskt fotbollslandslag när han byttes in i en U-21 landskamp mot Norge. 
Knežević avslutade sin karriär 1988 och gjorde sin sista match i SM-finalen mot Malmö FF (förlust 7-3).